# دون رووي
دون رووي (بالإنجليزية: Don Rowe)‏ هو لاعب كرة قاعدة أمريكي، ولد في 3 أبريل 1936 في براولي في الولايات المتحدة، وتوفي في 15 أكتوبر 2005 في شاطئ نيوبورت في الولايات المتحدة بسبب مرض باركنسون.

## وصلات خارجية
- دون رووي على موقعبيزبول رفرنس.كوم (الدوري الرئيسي) (الإنجليزية)